# Liste des régions NUTS d'Allemagne
Les régions statistiques de l'Allemagne définies par la nomenclature des unités territoriales statistiques (NUTS) sont les suivantes :
- Les subdivisions NUTS 1 correspondent aux 16 États fédérés (Länder) de l'Allemagne.
- Les subdivisions NUTS 2 correspondent aux districts gouvernementaux (Regierungsbezirke) dans les quatre Länder qui en possèdent (Bade-Wurtemberg, Bavière, Hesse, Rhénanie-du-Nord-Westphalie). En Basse-Saxe, Rhénanie-Palatinat et Saxe, elles correspondent aux anciens districts gouvernementaux qui existaient au temps de l'introduction de la nomenclature NUTS, mais qui ont été abolis comme circonscriptions administratives dans l'entretemps. Les neuf Länder restants forment une seule subdivision NUTS 2 chacun, identique à la subdivision NUTS 1. Dans la première version de la NUTS, de 2003, le Brandebourg et la Saxe-Anhalt comportaient aussi plusieurs régions NUTS 2, abolies plus tard. Dans le cas de la Saxe-Anhalt, elles correspondaient aux districts gouvernementaux en existence à l'époque, dans le cas du Brandebourg, elles ne correspondaient pas à aucune circonscription administrative.
- Les subdivisions NUTS 3 correspondent aux arrondissements (Landkreise ou Kreise), aux collectivités à statut particulier remplaçant les arrondissements et aux villes-arrondissements (kreisfreie Städte ou Stadtkreise) dans les 13 Länder qui en possèdent. En Brême, elles correspondent aux deux villes-municipalités (Stadtgemeinden) qui forment ce Land, tandis que Berlin et Hambourg forment chacun une seule subdivision NUTS 3, identique à celles des deux autres niveaux. Les régions NUTS 3 des Länder comportant un échelon d'arrondissements ont répétément été changées pour refléter les redélinéations ou fusions des circonscriptions administratives de cet échelon.

## Liste

### DE1Bade-Wurtemberg(Baden-Württemberg)
DE11 Stuttgart
DE111 Stuttgart, ville-arrondissement
DE112 Arrondissement de Böblingen (Landkreis Böblingen)
DE113 Arrondissement d'Esslingen (Landkreis Esslingen)
DE114 Arrondissement de Göppingen (Landkreis Göppingen)
DE115 Arrondissement de Louisbourg (Landkreis Ludwigsburg)
DE116 Arrondissement de Rems-Murr (Rems-Murr-Kreis)
DE117 Heilbronn, ville-arrondissement
DE118 Arrondissement de Heilbronn (Landkreis Heilbronn)
DE119 Arrondissement de Hohenlohe (Hohenlohekreis)
DE11A Arrondissement de Schwäbisch Hall (Landkreis Schwäbisch Hall)
DE11B Arrondissement de Main-Tauber (Main-Tauber-Kreis)
DE11C Arrondissement de Heidenheim (Landkreis Heidenheim)
DE11D Arrondissement d'Ostalb (Ostalbkreis)
DE12 Karlsruhe
DE121 Baden-Baden, ville-arrondissement
DE122 Karlsruhe, ville-arrondissement
DE123 Arrondissement de Karlsruhe (Landkreis Karlsruhe)
DE124 Arrondissement de Rastatt (Landkreis Rastatt)
DE125 Heidelberg, ville-arrondissement
DE126 Mannheim, ville-arrondissement
DE127 Arrondissement de Neckar-Odenwald (Neckar-Odenwald-Kreis)
DE128 Arrondissement de Rhin-Neckar (Rhein-Neckar-Kreis)
DE129 Pforzheim, ville-arrondissement
DE12A Arrondissement de Calw (Landkreis Calw)
DE12B Arrondissement d'Enz (Enzkreis)
DE12C Arrondissement de Freudenstadt (Landkreis Freudenstadt)
DE13 Fribourg (Freiburg)
DE131 Fribourg-en-Brisgau (Freiburg im Breisgau), ville-arrondissement
DE132 Arrondissement de Brisgau-Haute-Forêt-Noire (Landkreis Breisgau-Hochschwarzwald)
DE133 Arrondissement d'Emmendingen (Landkreis Emmendingen)
DE134 Arrondissement de l'Ortenau (Ortenaukreis)
DE135 Arrondissement de Rottweil (Landkreis Rottweil)
DE136 Arrondissement de Forêt-Noire-Baar (Schwarzwald-Baar-Kreis)
DE137 Arrondissement de Tuttlingen (Landkreis Tuttlingen)
DE138 Arrondissement de Constance (Landkreis Konstanz)
DE139 Arrondissement de Lörrach (Landkreis Lörrach)
DE13A Arrondissement de Waldshut (Landkreis Waldshut)
DE14 Tübingen
DE141 Arrondissement de Reutlingen (Landkreis Reutlingen)
DE142 Arrondissement de Tübingen (Landkreis Tübingen)
DE143 Arrondissement de Zollernalb (Zollernalbkreis)
DE144 Ulm, ville-arrondissement
DE145 Arrondissement d'Alb-Danube (Alb-Donau-Kreis)
DE146 Arrondissement de Biberach (Landkreis Biberach)
DE147 Arrondissement du Lac de Constance (Bodenseekreis)
DE148 Arrondissement de Ravensbourg (Landkreis Ravensburg)
DE149 Arrondissement de Sigmaringen (Landkreis Sigmaringen)

### DE2Bavière(Bayern)
DE21 Haute-Bavière (Oberbayern)
DE211 Ingolstadt, ville-arrondissement
DE212 Munich (München), ville-arrondissement
DE213 Rosenheim, ville-arrondissement
DE214 Arrondissement d'Altötting (Landkreis Altötting)
DE215 Arrondissement du Pays-de-Berchtesgaden (Landkreis Berchtesgadener Land)
DE216 Arrondissement de Bad Tölz-Wolfratshausen (Landkreis Bad Tölz-Wolfratshausen)
DE217 Arrondissement de Dachau (Landkreis Dachau)
DE218 Arrondissement d'Ebersberg (Landkreis Ebersberg)
DE219 Arrondissement d'Eichstätt (Landkreis Eichstätt)
DE21A Arrondissement d'Erding (Landkreis Erding)
DE21B Arrondissement de Freising (Landkreis Freising)
DE21C Arrondissement de Fürstenfeldbruck (Landkreis Fürstenfeldbruck)
DE21D Arrondissement de Garmisch-Partenkirchen (Landkreis Garmisch-Partenkirchen)
DE21E Arrondissement de Landsberg am Lech (Landkreis Landsberg am Lech)
DE21F Arrondissement de Miesbach (Landkreis Miesbach)
DE21G Arrondissement de Mühldorf am Inn (Landkreis Mühldorf a.Inn)
DE21H Arrondissement de Munich (Landkreis München)
DE21I Arrondissement de Neuburg-Schrobenhausen (Landkreis Neuburg-Schrobenhausen)
DE21J Arrondissement de Pfaffenhofen an der Ilm (Landkreis Pfaffenhofen a.d.Ilm)
DE21K Arrondissement de Rosenheim (Landkreis Rosenheim)
DE21L Arrondissement de Starnberg (Landkreis Starnberg)
DE21M Arrondissement de Traunstein (Landkreis Traunstein)
DE21N Arrondissement de Weilheim-Schongau (Landkreis Weilheim-Schongau)
DE22 Basse-Bavière (Niederbayern)
DE221 Landshut, ville-arrondissement
DE222 Passau, ville-arrondissement
DE223 Straubing, ville-arrondissement
DE224 Arrondissement de Deggendorf (Landkreis Deggendorf)
DE225 Arrondissement de Freyung-Grafenau (Landkreis Freyung-Grafenau)
DE226 Arrondissement de Kelheim (Landkreis Kelheim)
DE227 Arrondissement de Landshut (Landkreis Landshut)
DE228 Arrondissement de Passau (Landkreis Passau)
DE229 Arrondissement de Regen (Landkreis Regen)
DE22A Arrondissement de Rottal-Inn (Landkreis Rottal-Inn)
DE22B Arrondissement de Straubing-Bogen (Landkreis Straubing-Bogen)
DE22C Arrondissement de Dingolfing-Landau (Landkreis Dingolfing-Landau)
DE23 Haut-Palatinat (Oberpfalz)
DE231 Amberg, ville-arrondissement
DE232 Ratisbonne (Regensburg), ville-arrondissement
DE233 Weiden i.d.OPf., ville-arrondissement
DE234 Arrondissement d'Amberg-Sulzbach (Landkreis Amberg-Sulzbach)
DE235 Arrondissement de Cham (Landkreis Cham)
DE236 Arrondissement de Neumarkt in der Oberpfalz (Landkreis Neumarkt i.d.OPf.)
DE237 Arrondissement de Neustadt an der Waldnaab (Landkreis Neustadt a.d.Waldnaab)
DE238 Arrondissement de Ratisbonne (Landkreis Regensburg)
DE239 Arrondissement de Schwandorf (Landkreis Schwandorf)
DE23A Arrondissement de Tirschenreuth (Landkreis Tirschenreuth)
DE24 Haute-Franconie (Oberfranken)
DE241 Bamberg, ville-arrondissement
DE242 Bayreuth, ville-arrondissement
DE243 Cobourg (Coburg), ville-arrondissement
DE244 Hof-sur-Saale (Hof (Saale)), ville-arrondissement
DE245 Arrondissement de Bamberg (Landkreis Bamberg)
DE246 Arrondissement de Bayreuth (Landkreis Bayreuth)
DE247 Arrondissement de Cobourg (Landkreis Coburg)
DE248 Arrondissement de Forchheim (Landkreis Forchheim)
DE249 Arrondissement d'Hof (Landkreis Hof)
DE24A Arrondissement de Kronach (Landkreis Kronach)
DE24B Arrondissement de Kulmbach (Landkreis Kulmbach)
DE24C Arrondissement de Lichtenfels (Landkreis Lichtenfels)
DE24D Arrondissement de Wunsiedel im Fichtelgebirge (Landkreis Wunsiedel i.Fichtelgebirge)
DE25 Moyenne-Franconie (Mittelfranken)
DE251 Ansbach, ville-arrondissement
DE252 Erlangen, ville-arrondissement
DE253 Fürth, ville-arrondissement
DE254 Nuremberg (Nürnberg), ville-arrondissement
DE255 Schwabach, ville-arrondissement
DE256 Arrondissement d'Ansbach (Landkreis Ansbach)
DE257 Arrondissement d'Erlangen-Höchstadt (Landkreis Erlangen-Höchstadt)
DE258 Arrondissement de Fürth (Landkreis Fürth)
DE259 Arrondissement du Pays-de-Nuremberg (Landkreis Nürnberger Land)
DE25A Arrondissement de Neustadt an der Aisch-Bad Windsheim (Landkreis Neustadt a.d.Aisch-Bad Windsheim)
DE25B Arrondissement de Roth (Landkreis Roth)
DE25C Arrondissement de Weißenburg-Gunzenhausen (Landkreis Weißenburg-Gunzenhausen)
DE26 Basse-Franconie (Unterfranken)
DE261 Aschaffenbourg (Aschaffenburg), ville-arrondissement
DE262 Schweinfurt, ville-arrondissement
DE263 Wurtzbourg (Würzburg), ville-arrondissement
DE264 Arrondissement d'Aschaffenbourg (Landkreis Aschaffenburg)
DE265 Arrondissement de Bad Kissingen (Landkreis Bad Kissingen)
DE266 Arrondissement de Rhön-Grabfeld (Landkreis Rhön-Grabfeld)
DE267 Arrondissement de Hassberge (Landkreis Haßberge)
DE268 Arrondissement de Kitzingen (Landkreis Kitzingen)
DE269 Arrondissement de Miltenberg (Landkreis Miltenberg)
DE26A Arrondissement de Main-Spessart (Landkreis Main-Spessart)
DE26B Arrondissement de Schweinfurt (Landkreis Schweinfurt)
DE26C Arrondissement de Wurtzbourg (Landkreis Würzburg)
DE27 Souabe (Schwaben)
DE271 Augsbourg (Augsburg), ville-arrondissement
DE272 Kaufbeuren, ville-arrondissement
DE273 Kempten (Allgäu), ville-arrondissement
DE274 Memmingen, ville-arrondissement
DE275 Arrondissement d'Aichach-Friedberg (Landkreis Aichach-Friedberg)
DE276 Arrondissement d'Augsbourg (Landkreis Augsburg)
DE277 Arrondissement de Dillingen (Landkreis Dillingen a.d. Donau)
DE278 Arrondissement de Guntzbourg (Landkreis Günzburg)
DE279 Arrondissement de Neu-Ulm (Landkreis Neu-Ulm)
DE27A Arrondissement de Lindau (Landkreis Lindau (Bodensee))
DE27B Arrondissement d'Ostallgäu (Landkreis Ostallgäu)
DE27C Arrondissement d'Unterallgäu (Landkreis Unterallgäu)
DE27D Arrondissement de Danube-Ries (Landkreis Donau-Ries)
DE27E Arrondissement d'Oberallgäu (Landkreis Oberallgäu)

### DE3Berlin
DE30 Berlin
DE300 Berlin

### DE4Brandebourg(Brandenburg)
DE40 Brandebourg
DE401 Brandebourg-sur-la-Havel (Brandenburg an der Havel), ville-arrondissement
DE402 Cottbus, ville-arrondissement
DE403 Francfort-sur-l'Oder (Frankfurt (Oder)), ville-arrondissement
DE404 Potsdam, ville-arrondissement
DE405 Arrondissement de Barnim (Landkreis Barnim)
DE406 Arrondissement de Dahme-Forêt-de-Spree (Landkreis Dahme-Spreewald)
DE407 Arrondissement d'Elbe-Elster (Landkreis Elbe-Elster)
DE408 Arrondissement du Pays de la Havel (Landkreis Havelland)
DE409 Arrondissement de Märkisch-Oderland (Landkreis Märkisch-Oderland)
DE40A Arrondissement de Haute-Havel (Landkreis Oberhavel)
DE40B Arrondissement de Haute-Forêt-de-Spree-Lusace (Landkreis Oberspreewald-Lausitz)
DE40C Arrondissement d'Oder-Spree (Landkreis Oder-Spree)
DE40D Arrondissement de Prignitz-de-l'Est-Ruppin (Landkreis Ostprignitz-Ruppin)
DE40E Arrondissement de Potsdam-Mittelmark (Landkreis Potsdam-Mittelmark)
DE40F Arrondissement de Prignitz (Landkreis Prignitz)
DE40G Arrondissement de Spree-Neisse (Landkreis Spree-Neiße)
DE40H Arrondissement de Teltow-Fläming (Landkreis Teltow-Fläming)
DE40I Arrondissement d'Uckermark (Landkreis Uckermark)

### DE5Brême(Bremen)
DE50 Brême
DE501 Brême (Bremen), ville-municipalité
DE502 Bremerhaven, ville-municipalité

### DE6Hambourg(Hamburg)
DE60 Hambourg
DE600 Hambourg

### DE7Hesse(Hessen)
DE71 Darmstadt
DE711 Darmstadt, ville-arrondissement
DE712 Francfort-sur-le-Main (Frankfurt am Main), ville-arrondissement
DE713 Offenbach-sur-le-Main (Offenbach am Main), ville-arrondissement
DE714 Wiesbaden, ville-arrondissement
DE715 Arrondissement de la Bergstraße (Landkreis Bergstraße)
DE716 Arrondissement de Darmstadt-Dieburg (Landkreis Darmstadt-Dieburg)
DE717 Arrondissement de Groß-Gerau (Landkreis Groß-Gerau)
DE718 Arrondissement du Haut-Taunus (Hochtaunuskreis)
DE719 Arrondissement de Main-Kinzig (Main-Kinzig-Kreis)
DE71A Arrondissement de Main-Taunus (Main-Taunus-Kreis)
DE71B Arrondissement de l'Odenwald (Odenwaldkreis)
DE71C Arrondissement d'Offenbach (Landkreis Offenbach)
DE71D Arrondissement de Rheingau-Taunus (Rheingau-Taunus-Kreis)
DE71E Arrondissement de Wetterau (Wetteraukreis)
DE72 Gießen
DE721 Arrondissement de Gießen (Landkreis Gießen)
DE722 Arrondissement de Lahn-Dill (Lahn-Dill-Kreis)
DE723Arrondissement de Limbourg-Weilbourg (Landkreis Limburg-Weilburg)
DE724 Arrondissement de Marbourg-Biedenkopf (Landkreis Marburg-Biedenkopf)
DE725 Arrondissement de Vogelsberg (Vogelsbergkreis)
DE73 Cassel (Kassel)
DE731 Cassel (Kassel), ville-arrondissement
DE732 Arrondissement de Fulda (Landkreis Fulda)
DE733 Arrondissement de Hersfeld-Rotenburg (Landkreis Hersfeld-Rotenburg)
DE734 Arrondissement de Cassel (Landkreis Kassel)
DE735 Arrondissement de Schwalm-Eder (Schwalm-Eder-Kreis)
DE736 Arrondissement de Waldeck-Frankenberg (Landkreis Waldeck-Frankenberg)
DE737 Arrondissement de Werra-Meissner (Werra-Meißner-Kreis)

### DE8Mecklembourg-Poméranie-Occidentale(Mecklenburg-Vorpommern)
DE80 Mecklembourg-Poméranie-Occidentale
DE803 Rostock, ville-arrondissement
DE804 Schwerin, ville-arrondissement
DE80J Arrondissement du Plateau des lacs mecklembourgeois (Landkreis Mecklenburgische Seenplatte)
DE80K Arrondissement de Rostock (Landkreis Rostock)
DE80L Arrondissement de Poméranie-Occidentale-Rügen (Landkreis Vorpommern-Rügen)
DE80M Arrondissement du Mecklembourg-du-Nord-Ouest (Landkreis Nordwestmecklenburg)
DE80N Arrondissement de Poméranie-Occidentale-Greifswald (Landkreis Vorpommern-Greifswald)
DE80O Arrondissement de Ludwigslust-Parchim (Landkreis Ludwigslust-Parchim)

### DE9Basse-Saxe(Niedersachsen)
DE91 Brunswick (Braunschweig)
DE911 Brunswick (Braunschweig), ville-arrondissement
DE912 Salzgitter, ville-arrondissement
DE913 Wolfsburg, ville-arrondissement
DE914 Arrondissement de Gifhorn (Landkreis Gifhorn)
DE916 Arrondissement de Goslar (Landkreis Goslar)
DE917 Arrondissement de Helmstedt (Landkreis Helmstedt)
DE918 Arrondissement de Northeim (Landkreis Northeim)
DE91A Arrondissement de Peine (Landkreis Peine)
DE91B Arrondissement de Wolfenbüttel (Landkreis Wolfenbüttel)
DE91C Arrondissement de Göttingen (Landkreis Göttingen)
DE92 Hanovre (Hannover)
DE922 Arrondissement de Diepholz (Landkreis Diepholz)
DE923 Arrondissement de Hamelin-Pyrmont (Landkreis Hameln-Pyrmont)
DE925 Arrondissement de Hildesheim (Landkreis Hildesheim)
DE926 Arrondissement de Holzminden (Landkreis Holzminden)
DE927 Arrondissement de Nienburg/Weser (Landkreis Nienburg/Weser)
DE928 Arrondissement de Schaumbourg (Landkreis Schaumburg)
DE929 Région de Hanovre (Region Hannover)
DE93 Lunebourg (Lüneburg)
DE931 Arrondissement de Celle (Landkreis Celle)
DE932 Arrondissement de Cuxhaven (Landkreis Cuxhaven)
DE933 Arrondissement de Harbourg (Landkreis Harburg)
DE934 Arrondissement de Lüchow-Dannenberg (Landkreis Lüchow-Dannenberg)
DE935 Arrondissement de Lunebourg (Landkreis Lüneburg)
DE936 Arrondissement d'Osterholz (Landkreis Osterholz)
DE937 Arrondissement de Rotenburg (Wümme) (Landkreis Rotenburg (Wümme))
DE938 Arrondissement de la Lande (Heidekreis)
DE939 Arrondissement de Stade (Landkreis Stade)
DE93A Arrondissement d'Uelzen (Landkreis Uelzen)
DE93B Arrondissement de Verden (Landkreis Verden)
DE94 Weser-Ems
DE941 Delmenhorst, ville-arrondissement
DE942 Emden, ville-arrondissement
DE943 Oldenbourg (Oldenburg (Oldenburg)), ville-arrondissement
DE944 Osnabrück, ville-arrondissement
DE945 Wilhelmshaven, ville-arrondissement
DE946 Arrondissement d'Ammerland (Landkreis Ammerland)
DE947 Arrondissement d'Aurich (Landkreis Aurich)
DE948 Arrondissement de Cloppenburg (Landkreis Cloppenburg)
DE949 Arrondissement du Pays de l'Ems (Landkreis Emsland)
DE94A Arrondissement de Frise (Landkreis Friesland)
DE94B Arrondissement du Comté de Bentheim (Landkreis Grafschaft Bentheim)
DE94C Arrondissement de Leer (Landkreis Leer)
DE94D Arrondissement d'Oldenbourg (Landkreis Oldenburg)
DE94E Arrondissement d'Osnabrück (Landkreis Osnabrück)
DE94F Arrondissement de Vechta (Landkreis Vechta)
DE94G Arrondissement de Wesermarsch (Landkreis Wesermarsch)
DE94H Arrondissement de Wittmund (Landkreis Wittmund)

### DEARhénanie-du-Nord-Westphalie(Nordrhein-Westfalen)
DEA1 Düsseldorf
DEA11 Düsseldorf, ville-arrondissement
DEA12 Duisbourg (Duisburg), ville-arrondissement
DEA13 Essen, ville-arrondissement
DEA14 Krefeld, ville-arrondissement
DEA15 Mönchengladbach, ville-arrondissement
DEA16 Mülheim an der Ruhr, ville-arrondissement
DEA17 Oberhausen, ville-arrondissement
DEA18 Remscheid, ville-arrondissement
DEA19 Solingen, ville-arrondissement
DEA1A Wuppertal, ville-arrondissement
DEA1B Arrondissement de Clèves (Kreis Kleve)
DEA1C Arrondissement de Mettmann (Kreis Mettmann)
DEA1D Arrondissement de Rhin Neuss (Rhein-Kreis Neuss)
DEA1E Arrondissement de Viersen (Kreis Viersen)
DEA1F Arrondissement de Wesel (Kreis Wesel)
DEA2 Cologne (Köln)
DEA22 Bonn, ville-arrondissement
DEA23 Cologne (Köln), ville-arrondissement
DEA24 Leverkusen, ville-arrondissement
DEA26 Arrondissement de Düren (Kreis Düren)
DEA27 Arrondissement de Rhin-Erft (Rhein-Erft-Kreis)
DEA28 Arrondissement d'Euskirchen (Kreis Euskirchen)
DEA29 Arrondissement de Heinsberg (Kreis Heinsberg)
DEA2A Arrondissement du Haut-Berg (Oberbergischer Kreis)
DEA2B Arrondissement de Rhin-Berg (Rheinisch-Bergischer Kreis)
DEA2C Arrondissement de Rhin-Sieg (Rhein-Sieg-Kreis)
DEA2D Région urbaine d'Aix-la-Chapelle (Städteregion Aachen)
DEA3 Münster
DEA31 Bottrop, ville-arrondissement
DEA32 Gelsenkirchen, ville-arrondissement
DEA33 Münster, ville-arrondissement
DEA34 Arrondissement de Borken (Kreis Borken)
DEA35 Arrondissement de Coesfeld (Kreis Coesfeld)
DEA36 Arrondissement de Recklinghausen (Kreis Recklinghausen)
DEA37 Arrondissement de Steinfurt (Kreis Steinfurt)
DEA38 Arrondissement de Warendorf (Kreis Warendorf)
DEA4 Detmold
DEA41 Bielefeld, ville-arrondissement
DEA42 Arrondissement de Gütersloh (Kreis Gütersloh)
DEA43 Arrondissement de Herford (Kreis Herford)
DEA44 Arrondissement de Höxter (Kreis Höxter)
DEA45 Arrondissement de Lippe (Kreis Lippe)
DEA46 Arrondissement de Minden-Lübbecke (Kreis Minden-Lübbecke)
DEA47 Arrondissement de Paderborn (Kreis Paderborn)
DEA5 Arnsberg
DEA51 Bochum, ville-arrondissement
DEA52 Dortmund, ville-arrondissement
DEA53 Hagen, ville-arrondissement
DEA54 Hamm, ville-arrondissement
DEA55 Herne, ville-arrondissement
DEA56 Arrondissement d'Ennepe-Ruhr (Ennepe-Ruhr-Kreis)
DEA57 Arrondissement du Haut-Sauerland (Hochsauerlandkreis)
DEA58 Arrondissement de La Marck (Märkischer Kreis)
DEA59 Arrondissement d'Olpe (Kreis Olpe)
DEA5A Arrondissement de Siegen-Wittgenstein (Kreis Siegen-Wittgenstein)
DEA5B Arrondissement de Soest (Kreis Soest)
DEA5C Arrondissement d'Unna (Kreis Unna)

### DEBRhénanie-Palatinat(Rheinland-Pfalz)
DEB1 Coblence (Koblenz)
DEB11 Coblence (Koblenz), ville-arrondissement
DEB12 Arrondissement d'Ahrweiler (Landkreis Ahrweiler)
DEB13 Arrondissement d'Altenkirchen (Westerwald) (Landkreis Altenkirchen (Westerwald))
DEB14 Arrondissement de Bad Kreuznach (Landkreis Bad Kreuznach)
DEB15 Arrondissement de Birkenfeld (Landkreis Birkenfeld)
DEB17 Arrondissement de Mayen-Coblence (Landkreis Mayen-Koblenz)
DEB18 Arrondissement de Neuwied (Landkreis Neuwied)
DEB1A Arrondissement de Rhin-Lahn (Rhein-Lahn-Kreis)
DEB1B Arrondissement de Westerwald (Westerwaldkreis)
DEB1C Arrondissement de Cochem-Zell (Landkreis Cochem-Zell)
DEB1D Arrondissement de Rhin-Hunsrück (Rhein-Hunsrück-Kreis)
DEB2 Trèves (Trier)
DEB21 Trèves (Trier), ville-arrondissement
DEB22 Arrondissement de Bernkastel-Wittlich (Landkreis Bernkastel-Wittlich)
DEB23 Arrondissement d'Eifel-Bitburg-Prüm (Eifelkreis Bitburg-Prüm)
DEB24 Arrondissement de Vulkaneifel (Landkreis Vulkaneifel)
DEB25 Arrondissement de Trèves-Sarrebourg (Landkreis Trier-Saarburg)
DEB3 Hesse rhénane et Palatinat (Rheinhessen-Pfalz)
DEB31 Frankenthal (Pfalz), ville-arrondissement
DEB32 Kaiserslautern, ville-arrondissement
DEB33 Landau in der Pfalz, ville-arrondissement
DEB34 Ludwigshafen am Rhein, ville-arrondissement
DEB35 Mayence (Mainz), ville-arrondissement
DEB36 Neustadt an der Weinstraße, ville-arrondissement
DEB37 Pirmasens, ville-arrondissement
DEB38 Spire (Speyer), ville-arrondissement
DEB39 Worms, ville-arrondissement
DEB3A Deux-Ponts (Zweibrücken), ville-arrondissement
DEB3B Arrondissement d'Alzey-Worms (Landkreis Alzey-Worms)
DEB3C Arrondissement de Bad Dürkheim (Landkreis Bad Dürkheim)
DEB3D Arrondissement du Mont-Tonnerre (Donnersbergkreis)
DEB3E Arrondissement de Germersheim (Landkreis Germersheim)
DEB3F Arrondissement de Kaiserslautern (Landkreis Kaiserslautern)
DEB3G Arrondissement de Kusel (Landkreis Kusel)
DEB3H Arrondissement de la Route-du-Vin-du-Sud (Landkreis Südliche Weinstraße)
DEB3I Arrondissement de Rhin-Palatinat (Rhein-Pfalz-Kreis)
DEB3J Arrondissement de Mayence-Bingen (Landkreis Mainz-Bingen)
DEB3K Arrondissement du Palatinat-Sud-Ouest (Landkreis Südwestpfalz)

### DECSarre(Saarland)
DEC0 Sarre
DEC01 Communauté régionale de Sarrebruck (Regionalverband Saarbrücken)
DEC02 Arrondissement de Merzig-Wadern (Landkreis Merzig-Wadern)
DEC03 Arrondissement de Neunkirchen (Landkreis Neunkirchen)
DEC04 Arrondissement de Sarrelouis (Landkreis Saarlouis)
DEC05 Arrondissement de Sarre-Palatinat (Saarpfalz-Kreis)
DEC06 Arrondissement de Saint-Wendel (Landkreis St. Wendel)

### DEDSaxe(Sachsen)
DED2 Dresde (Dresden)
DED21 Dresde (Dresden), ville-arrondissement
DED2C Arrondissement de Bautzen (Landkreis Bautzen)
DED2D Arrondissement de Görlitz (Landkreis Görlitz)
DED2E Arrondissement de Meissen (Landkreis Meißen)
DED2F Arrondissement de Suisse-Saxonne-Monts-Métallifères-de-l'Est (Landkreis Sächsische Schweiz-Osterzgebirge)
DED4 Chemnitz
DED41 Chemnitz, ville-arrondissement
DED42 Arrondissement des Monts-Métallifères (Erzgebirgskreis)
DED43 Arrondissement de Saxe centrale (Landkreis Mittelsachsen)
DED44 Arrondissement du Vogtland (Vogtlandkreis)
DED45 Arrondissement de Zwickau (Landkreis Zwickau)
DED5 Leipzig
DED51 Leipzig, ville-arrondissement
DED52 Arrondissement de Leipzig (Landkreis Leipzig)
DED53 Arrondissement de Saxe du Nord (Landkreis Nordsachsen)

### DEESaxe-Anhalt(Sachsen-Anhalt)
DEE0 Saxe-Anhalt
DEE01 Dessau-Roßlau, ville-arrondissement
DEE02 Halle-sur-Saale (Halle (Saale)), ville-arrondissement
DEE03 Magdebourg (Magdeburg), ville-arrondissement
DEE04 Arrondissement d'Altmark-Salzwedel (Altmarkkreis Salzwedel)
DEE05 Arrondissement d'Anhalt-Bitterfeld (Landkreis Anhalt-Bitterfeld)
DEE06 Arrondissement du Pays-de-Jerichow (Landkreis Jerichower Land)
DEE07 Arrondissement de la Börde (Landkreis Börde)
DEE08 Arrondissement du Burgenland (Burgenlandkreis)
DEE09 Arrondissement de Harz (Landkreis Harz)
DEE0A Arrondissement de Mansfeld-Harz-du-Sud (Landkreis Mansfeld-Südharz)
DEE0B Arrondissement de la Saale (Saalekreis)
DEE0C Arrondissement du Salzland (Salzlandkreis)
DEE0D Arrondissement de Stendal (Landkreis Stendal)
DEE0E Arrondissement de Wittemberg (Landkreis Wittenberg)

### DEFSchleswig-Holstein(Schleswig-Holstein)
DEF0 Schleswig-Holstein
DEF01 Flensbourg (Flensburg), ville-arrondissement
DEF02 Kiel, ville-arrondissement
DEF03 Lübeck, ville-arrondissement
DEF04 Neumünster, ville-arrondissement
DEF05 Arrondissement de Dithmarse (Kreis Dithmarschen)
DEF06 Arrondissement du duché de Lauenbourg (Kreis Herzogtum Lauenburg)
DEF07 Arrondissement de Frise-du-Nord (Kreis Nordfriesland)
DEF08 Arrondissement du Holstein-de-l'Est (Kreis Ostholstein)
DEF09 Arrondissement de Pinneberg (Kreis Pinneberg)
DEF0A Arrondissement de Plön (Kreis Plön)
DEF0B Arrondissement de Rendsburg-Eckernförde (Kreis Rendsburg-Eckernförde)
DEF0C Arrondissement de Schleswig-Flensbourg (Kreis Schleswig-Flensburg)
DEF0D Arrondissement de Segeberg (Kreis Segeberg)
DEF0E Arrondissement de Steinburg (Kreis Steinburg)
DEF0F Arrondissement de Stormarn (Kreis Stormarn)

### DEGThuringe(Thüringen)
DEG0 Thuringe
DEG01 Erfurt, ville-arrondissement
DEG02 Gera, ville-arrondissement
DEG03 Iéna (Jena), ville-arrondissement
DEG04 Suhl, ville-arrondissement
DEG05 Weimar, ville-arrondissement
DEG06 Arrondissement d'Eichsfeld (Landkreis Eichsfeld)
DEG07 Arrondissement de Nordhausen (Landkreis Nordhausen)
DEG09 Arrondissement d'Unstrut-Hainich (Unstrut-Hainich-Kreis)
DEG0A Arrondissement de Kyffhäuser (Kyffhäuserkreis)
DEG0B Arrondissement de Schmalkalden-Meiningen (Landkreis Schmalkalden-Meiningen)
DEG0C Arrondissement de Gotha (Landkreis Gotha)
DEG0D Arrondissement de Sömmerda (Landkreis Sömmerda)
DEG0E Arrondissement de Hildburghausen (Landkreis Hildburghausen)
DEG0F Arrondissement d'Ilm (Ilm-Kreis)
DEG0G Arrondissement du Pays-de-Weimar (Landkreis Weimarer Land)
DEG0H Arrondissement de Sonneberg (Landkreis Sonneberg)
DEG0I Arrondissement de Saalfeld-Rudolstadt (Landkreis Saalfeld-Rudolstadt)
DEG0J Arrondissement de Saale-Holzland (Saale-Holzland-Kreis)
DEG0K Arrondissement de Saale-Orla (Saale-Orla-Kreis)
DEG0L Arrondissement de Greiz (Landkreis Greiz)
DEG0M Arrondissement du Pays-d'Altenbourg (Landkreis Altenburger Land)
DEG0N Eisenach, ville-arrondissement
DEG0P Arrondissement de Wartburg (Wartburgkreis)

## Unités administratives locales
En deçà des NUTS, le niveau des unités administratives locales (UAL) est constitué en Allemagne par les communes, actuellement au nombre de 11087 (donnée du 11 juin 2020).

## Sources
- Règlement (CE) no 1059/2003 du Parlement européen et du Conseil du 26 mai 2003 relatif à l'établissement d'une nomenclature commune des unités territoriales statistiques (NUTS), version du 13.11.2019
- Règlement délégué (UE) 2019/1755 de la Commission du 8 août 2019 modifiant les annexes du règlement (CE) no 1059/2003 du Parlement européen et du Conseil relatif à l'établissement d'une nomenclature commune des unités territoriales statistiques (NUTS), Journal ofgicirl der l'Union européenne, 24.10.2019, applicable à compter du 1er janvier 2021

1. ↑  Table de correspondance NUTS et structures administratives nationales